# Yumiko Cheng
Yumiko Cheng o Zheng Lie Qiong (Chino tradicional: 郑希怡; chino: 郑希怡, Shanghái, 6 de septiembre de 1981) es una cantante china que reside en Hong Kong. Fue apodada Yumiko durante los años de la escuela secundaria, y decidió tomar el apodo como nombre artístico cuando firmó el contrato oficial con el sello discográfico, Emperor Entertainment Group.

## Carrera
Yumiko ha entrado al mundo de la música como parte de un trío de niñas conocido como 3T, donde cantó junto a Mandy y Maggie Lau Chiang. Sin embargo, el grupo lanzó sólo un EP en 2002. Posteriormente, Yumiko era parte de este trío, hasta continuar su carrera musical como solista, lanzando una serie de álbumes como su primer EP debut en solitario, un poco más adelante en 2002. En 2003 siguió un segundo EP, DanceDanceDance (舞舞舞), y el primer álbum de larga duración, One2three.
En 2004 vio el nacimiento del su álbum en una fecha Perfecta, aunque por problemas de salud Yumiko apareció menos en público.

## Discografía

### Álbum con le 3T
- Girl Butterfly (少女蝶) - 17 settembre 2002

### Álbum en solitario
- Yumikeno The Debut EP - 26 noviembre 2002
- Dance Dance Dance (舞舞舞) - 6 giugno 2003
- One 2 Three - 14 noviembre 2003
- Perfect Date - 20 agosto 2004
- Yumiko's Space - 21 giugno 2005
- Yumiko Passion - 12 aprile 2006
- 七連滋養 - 9 noviembre 2006
- 上海娃娃 - 20 marzo 2007
- Super Model - 1 febbraio 2008
- 精彩年代 - 20 noviembre 2008

## Filmografía
- Demi-Haunted (2002)
- Heat Team (2002)
- The Attractive One (2004)
- Everlasting Regret (2005)
- The Lady Iron Chef (2007)
- The Drummer (2007)
- Love is Elsewhere (2008)
- True Women for Sale (2008)
- All's Well, Ends Well (2009)

### Programas de variedades
| Año  | Programa   | Notas    |
| ---- | ---------- | -------- |
| 2020 | Happy Camp | invitada |

## Serie televisiva
- All About Boy'z (2002)
- Amazing Twins (2005)
- The Gentle Crackdown II 2007